# Grande Prémio Crédito Agrícola de la Costa Azul
Ne doit pas être confondu avec le Grand Prix International Costa Azul.
Le Grande Prémio Crédito Agrícola de la Costa Azul est une course cycliste course par étapes masculine disputée au Portugal. Créé en 2008, il a fait partie du calendrier national de courses sur route portugais jusqu'en 2010. Il est alors disputé au mois de septembre. En 2011, il a intégré l'UCI Europe Tour, en catégorie 2.2, et s'est déroulé au mois de mars. Il est organisé par Lagos Sports, qui organise notamment le Tour du Portugal et le Tour de l'Alentejo.

## Palmarès
| Année | Vainqueur       | Deuxième        | Troisième      | Nombre d'étapes | Vainqueurs d'étapes                                       |
| 2008  | Javier Benítez, | Héctor Guerra   | Santiago Pérez | 4               | Manuel Cardoso (2), Francisco Pacheco, Javier Benítez     |
| 2009  | Rui Costa       | Hugo Sabido     | Tiago Machado  | 4               | Pedro Lopes, Bruno Lima, Manuel Cardoso, Alejandro Marque |
| 2010  | Samuel Caldeira | Sérgio Ribeiro  | Bruno Saraiva  | 3               | Sérgio Ribeiro, Samuel Caldeira (2),                      |
| 2011  | Filipe Cardoso  | Samuel Caldeira | Jon Aberasturi | 3               | Jon Aberasturi, Alexey Tsatevitch, Filipe Cardoso         |